# Арабська література
Поняття арабська література (араб. لأدب العربي,  al-Adab al-‘Arabī) охоплює літературну творчість арабською мовою (класичною, сучасною чи будь-яким із діалектів). Арабська література виникла на Аравійському півострові, розвиваючись пізніше також на територіях, захоплених арабами на Близькому Сході та в Північній Африці.

## Доісламський період
В доісламський період (відомий як джагілія, "час невідання") існувала переважно усна література, передусім поезія, якій був притаманний високий рівень розвитку форми (касида). Давньоарабська моноритмічна поезія опиралася на різниці між довгими та короткими голосними і мала точно окреслені засади будови. Типовими для давньоарабської поезії були описи природи, коней і верблюдів. Серед давньоарабських поетів можна вирізнити кілька груп:
- пустельні поети (наприклад, Аль-Мугальгіль, якого традиційно вважають першим автором досконалої касиди)
- придворні поети, пов'язані з дворами Лахмідів (як Ан-Набіга аз-Зуб'яні) чи Гассанідів (як Хасан ібн Сабіт, що пізніше став панегіристом Мухаммеда)
- релігійні поети (юдейський поет Ас-Самуаль Ібн Адія)
- мандрівні поети (зокрема, Тааббата Шарран і Аш-Шанфара)

Найбільшим досягненням давньоарабської літератури є т.зв. му'аллаки, творці яких належали до найвидатніших представників епохи (зокрема, Імру аль-Кайс, Антара Ібн Шаддад, Лабід Ібн Рабі'а). В основі інші поетичних типів лежить простий метр раджаз (урджуза) або виконувана переважно жінками (наприклад, Аль-Ханса) елегія (марсія).
Окрім поезії розвивалася також пареміографічна література (масал, хікма) або ж квазіісторична проза (аям аль-Араб), що описує військовий стиль життя доісламських кочовиків Аравійського півострова. Ця література була усною, її переказували з покоління в покоління. Через це важко встановити автентичність давньоарабської поезії. Деякі дослідники з 20-го століття (Тага Хусейн) стверджували, що всю літературу того періоду написали пізніші компілятори філософських наук. Хоча важко довести, що вся давньоарабська літературна спадщина є автентичною, все ж більшість фахівців вважає, що повне її відкидання є безпідставним.

## Коран
Новий період розвитку арабської літератури пов'язаний із виникнення ісламу. За часів Мухаммеда літературна творчість вповільнилася. Найбільшим твором, що виник у цей час, є Коран, що запровадив нову тематику, став предметом величезної кількості коментарів, але як літературна праця зостався без послідовників, головно з релігійних причин (теорія неповторності Корану).

## Класична арабська література

### Період Омеядів
Поезія періоду Омеядів (661-750) опиралася на давніх бедуїнських традиціях, хоча внесла вже певні інновації, переважно у зміст. До найвидатніших її представників належать придворні поети Джарір, Аль-Фараздак і Аль-Ахталь із Дамаску. В містах Хіджазу, Мецці та Медині, а також Сирії та Іраку і серед кочівних племен пустелі виник напрям любовної поезії (Омар Ібн Абі Рабі'а, халіф Аль-Валід Ібн Язид, Джаміль, Кайс Ібн Мулавва). Релігійно-політичну поезію представляли поети, пов'язані з шиїтськими колами, Аль-Кумайт і Кусайїр. За Омеядів почала формуватися класична арабська проза, відомі також народні оповідання, які використовували пізніші автори. Творцем літературної прози вважають Ібн аль-Мукаффу.

### Золота доба арабської літератури
Пік розвитку всіх напрямів арабської літератури припадав на перші століття панування Аббасидів (8-10 ст.): цей періодн називають золотою добою арабської культури або ісламським ренесансом. Внаслідок завоювань в межах халіфату опинилися землі з багатим цивілізаційним минулим — Сирія, Месопотамія, Персія, Візантія. Араби включали спадщину цих культур у свою. Класики посилалися до спадщини староарабської бедуїнської поезії, дотримуючись створених нею зразків. Поети того напряму писали головно панегірики, в яких прославляли мужність і відвагу лицарів і описували пустельні краєвиди, хоча самі були представниками міського населення. Найвидатнішим представником того напряму вважають Аль-Мутанаббі, також Аль-Бухтурі і Абу Таммам, чий зв'язок із класичною поезією виражався не тільки у їхній творчості, але й створенням антології давньої поезії.
Творці модерністичного напряму внесли в поезію нові теми, звільнившись від формальних зворотів, обов'язкових у класичній касиді. Велике значення мало мовне і стилістичне новаторство, т.зв. баді ("новий стиль"). Найвидатнішими представниками цього напряму є Башар Ібн Бурд, Муслім Ібн аль-Валід і Абу Нувас (останній впровадив до арабської літератури бахічну поезію, хамріят).
Окрім цих напрямів розвивалася творчість Абу аль-Атагії, автора аскетичних віршів (зугдіят) і новаторського поета-філософа Абу аль-Алі Аль-Маррі. Окремим явищем була містична поезія (суфітська), представником якої був Омар Ібн аль-Фарід з Єгипту.
Праформою прози була макама — римована проза, перемішана з поетичними вставками. Її форму вдосконалив Аль-Гамадані, а найвидатнішим автором в цьому жанрі був Аль-Харірі. Араби поєднували науку з розвагою в дидактичній формі під назвою адаб. Творці адабу (зокрема Аль-Джахіз, Аль-Мубаррад і Ібн Кутайба) переказували свої знання у формі оповідань і анекдотів. Розвивалася також історична (Сірат Расул Ібн Хашима) і географічна література. Найвидатнішим історіографічним твором цього періоду є загальна історія Ат-Табарі ("Дії пророків і королів").

## Сучасна література
Протягом XIX століття настало відродження арабської літератури, як і культури загалом. Це стосувалося передусім Сирії, Єгипту і Лівану, аж поки на початку 20 століття це поширилося на інші країни. Крім розвитку самої літератури посилився інтерес до неї в інших країнах, з'явилося багато перекладів арабських творів європейськими мовами.
Важливим чинником, що впливав на розвиток літератури, були переклади. Серед найбільш значимих перекладачів Ріфа'а ат-Тахтаві і Джабра Ібрагім Джабра.
Протягом XX століття арабські письменники (як поети, так і прозаїки) описували зміни в політичному і соціальному кліматі Арабського світу. Популярними були антиколоніальні теми, а також роздуми щодо стосунків із Заходом.